# 2004–2005-ös francia labdarúgó-bajnokság (első osztály)
A Ligue 1 2004–2005-ös szezonja a Lyon győzelmével ért véget.

## Végeredmény
| Poszt | Klub                   | Pontszám | Mérkőzés | Gy | D  | V  | LG | KG | GK  | Átlagnézőszám |
| ----- | ---------------------- | -------- | -------- | -- | -- | -- | -- | -- | --- | ------------- |
| 1     | Olympique Lyonnais     | 79       | 38       | 22 | 13 | 3  | 56 | 22 | +34 | -----         |
| 2     | Lille OSC              | 67       | 38       | 18 | 13 | 7  | 52 | 29 | +23 | -----         |
| 3     | AS Monaco              | 63       | 38       | 15 | 18 | 5  | 52 | 35 | +17 | -----         |
| 4     | Stade Rennais FC       | 55       | 38       | 15 | 10 | 13 | 49 | 42 | +7  | -----         |
| 5     | Olympique de Marseille | 55       | 38       | 15 | 10 | 13 | 47 | 42 | +5  | -----         |
| 6     | AS Saint-Étienne       | 53       | 38       | 12 | 17 | 9  | 47 | 34 | +13 | -----         |
| 7     | RC Lens                | 52       | 38       | 13 | 13 | 12 | 45 | 39 | +6  | -----         |
| 8     | AJ Auxerre             | 52       | 38       | 14 | 10 | 14 | 48 | 47 | +1  | -----         |
| 9     | Paris Saint-Germain    | 51       | 38       | 12 | 15 | 11 | 40 | 41 | -1  | -----         |
| 10    | FC Sochaux             | 50       | 38       | 13 | 11 | 14 | 42 | 41 | +1  | -----         |
| 11    | RC Strasbourg          | 48       | 38       | 12 | 12 | 14 | 42 | 43 | -1  | -----         |
| 12    | OGC Nice               | 46       | 38       | 10 | 16 | 12 | 38 | 45 | -7  | -----         |
| 13    | Toulouse FC            | 46       | 38       | 12 | 10 | 16 | 36 | 43 | -7  | -----         |
| 14    | AC Ajaccio             | 45       | 38       | 10 | 15 | 13 | 36 | 40 | -4  | -----         |
| 15    | Girondins de Bordeaux  | 44       | 38       | 8  | 20 | 10 | 37 | 41 | -4  | -----         |
| 16    | FC Metz                | 44       | 38       | 10 | 14 | 14 | 33 | 45 | -12 | -----         |
| 17    | FC Nantes              | 43       | 38       | 10 | 13 | 15 | 33 | 38 | -5  | -----         |
| 18    | SM Caen                | 42       | 38       | 10 | 12 | 16 | 36 | 60 | -24 | -----         |
| 19    | SC Bastia              | 41       | 38       | 11 | 8  | 19 | 32 | 48 | -16 | -----         |
| 20    | FC Istres              | 32       | 38       | 6  | 14 | 18 | 25 | 51 | -26 | -----         |

A következő szezonban:
- A Lyon és a Lille az UEFA-bajnokok ligája csoportkörében indulhat
- A Monaco a Bajnokok Ligája harmadik selejtezőkörébe kapcsolódhatott be, megnyerése esetén a csoportkörbe kerülhettek volna, de mivel kikaptak a spanyol Real Betis Balompiétől, átkerültek az UEFA-kupába.
- A Rennes a francia labdarúgókupa-győztes Auxerre-el és a francia labdarúgó-ligakupa-győztes Strasbourggal együtt indulhat az UEFA-kupában.
- A Marseille, a Saint-Étienne és a Lens Intertotó-kupa-résztvevő lett, utóbbi kettő átkerült az UEFA-kupába.
- A Caen, a Bastia és az Istres kiestek a másodosztályba.

## A góllövőlista élmezőnye
| Helyezés | Név                  | Csapat        | Gólok száma | Jobb lábbal | Bal lábbal | Tizenegyes | Fejes |
| -------- | -------------------- | ------------- | ----------- | ----------- | ---------- | ---------- | ----- |
| 1        | Alexander Frei       | Rennes        | 20          | 9           | 4          | 0          | 7     |
| 2        | Mickaël Pagis        | Strasbourg    | 15          | 8           | 2          | 4          | 1     |
| 3        | Pauleta              | PSG           | 14          | 4           | 2          | 5          | 3     |
| 4        | Pascal Feindouno     | Saint-Étienne | 13          | 6           | 3          | 3          | 1     |
| -        | Ilan                 | Sochaux       | 13          | 9           | 1          | 1          | 2     |
| -        | Juninho Pernambucano | Lyon          | 13          | 10          | 1          | 2          | 0     |
| -        | Sébastien Mazure     | Caen          | 13          | 10          | 2          | 0          | 0     |
| -        | Matt Moussilou       | Lille         | 13          | 8           | 4          | 0          | 1     |
| 9        | Mamadou Niang        | Strasbourg    | 12          | 10          | 1          | 0          | 1     |
| -        | John Utaka           | Lens          | 12          | 5           | 4          | 1          | 2     |

## UNFP év csapata
A kiemelt játékosok már korábban is szerepeltek az év csapatában.
| \| Poszt \| \| Játékos \| Klub \| \| ----- \| ---- \| -------------------- \| --------- \| \| K \| FRA  \| Grégory Coupet \| Lyon \| \| V \| SEN  \| Habib Beye \| Marseille \| \| V \| BRA  \| Cris \| Lyon \| \| V \| FRA  \| Gaël Givet \| AS Monaco \| \| V \| FRA  \| Éric Abidal \| Lyon \| \| KP \| GHA  \| Michael Essien \| Lyon \| \| KP \| CIV  \| Bonaventure Kalou \| Auxerre \| \| KP \| FRA  \| Florent Malouda \| Lyon \| \| KP \| BRA  \| Juninho Pernambucano \| Lyon \| \| CS \| FRA  \| Sylvain Wiltord \| Lyon \| \| CS \| SUI  \| Alexander Frei \| Rennes \| | Coupet Beye Cris Givet Abidal Kalou Essien Malouda Juninho Wiltord Frei |                      |           |
| Poszt |                                                                         | Játékos              | Klub      |
| K | FRA                                                                     | Grégory Coupet       | Lyon      |
| V | SEN                                                                     | Habib Beye           | Marseille |
| V | BRA                                                                     | Cris                 | Lyon      |
| V | FRA                                                                     | Gaël Givet           | AS Monaco |
| V | FRA                                                                     | Éric Abidal          | Lyon      |
| KP | GHA                                                                     | Michael Essien       | Lyon      |
| KP | CIV                                                                     | Bonaventure Kalou    | Auxerre   |
| KP | FRA                                                                     | Florent Malouda      | Lyon      |
| KP | BRA                                                                     | Juninho Pernambucano | Lyon      |
| CS | FRA                                                                     | Sylvain Wiltord      | Lyon      |
| CS | SUI                                                                     | Alexander Frei       | Rennes    |